# Église Saint-Étienne de Villeneuve-sur-Lot
Pour les articles homonymes, voir Église Saint-Étienne et Saint-Étienne (homonymie).
L'église Saint-Étienne est une église catholique située à Villeneuve-sur-Lot, en France.

## Localisation
L'église est située dans le département français de Lot-et-Garonne, sur la commune de Villeneuve-sur-Lot.

## Historique
L'édifice est classé au titre des monuments historiques en 1921,.

## Orgue
L'orgue de l'église Saint-Étienne a été construit à l'initiative du curé, l'abbé Bouscaillou. Sa mise en place a été terminée avant le 30 juillet 1867. Il a été construit par le facteur d'orgue Jules Barthélemy Magen d'Agen.
L'orgue a été restauré et modifié par les frères Magen, en 1883. Il est encore modifié en 1964 par Henri Billières, organiste de la cathédrale d’Agen, et facteur d’orgues occasionnel. 
Une nouvelle restauration a été entreprise sur l'orgue par la Manufacture Languedocienne de Grandes Orgues de Charles Sarélot. Elle a entraîné une suppression des ajouts de 1964. Cette restauration a été terminée en 2012.